# Lethmaster rhipidophorus
Lethmaster rhipidophorus är en sjöstjärneart som beskrevs av Georgii Mikhailovich Belyaev 1969. Lethmaster rhipidophorus ingår i släktet Lethmaster och familjen Porcellanasteridae. Inga underarter finns listade i Catalogue of Life.